# Panthiades boreas
Panthiades boreas är en fjärilsart som beskrevs av Felder 1865. Panthiades boreas ingår i släktet Panthiades och familjen juvelvingar. Inga underarter finns listade i Catalogue of Life.

## Bildgalleri

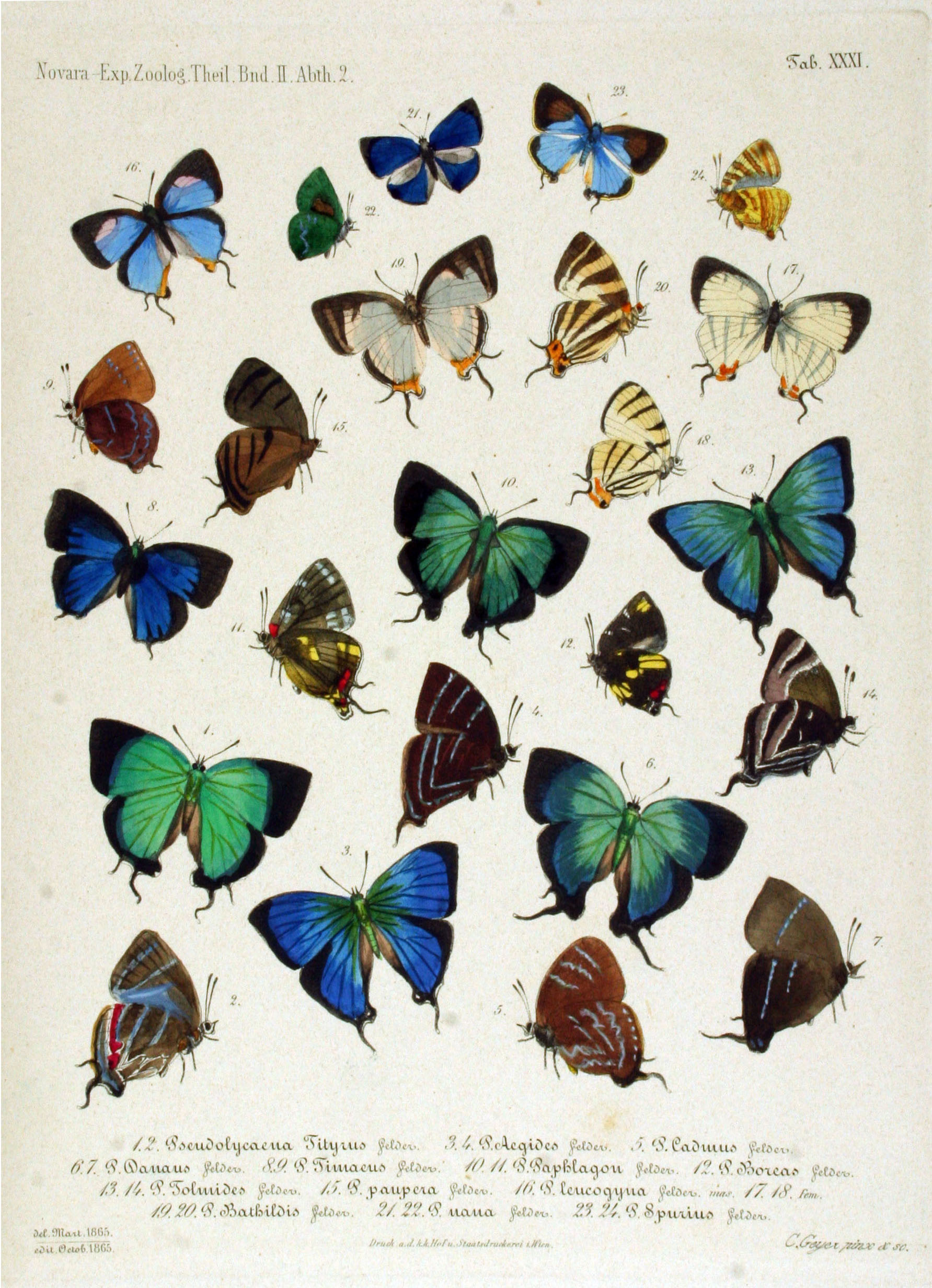